# Al-Hirak, Syria
Al-Hirak (tiếng Ả Rập: الحراك, tiếng Thổ Nhĩ Kỳ: El Hirak, cũng đánh vần al-Hrak hoặc Herak) là một thành phố nhỏ ở miền nam Syria, thuộc chính quyền của Quận Izra của Tỉnh Daraa. Nó nằm cách Daraa khoảng 40 km về phía đông bắc, và được bao quanh bởi các thị trấn Maliha al-Gharbiyah ở phía đông và Izra' về phía đông bắc. Trong cuộc điều tra dân số năm 2004 của Cục Thống kê Trung ương, al-Hirak có dân số 20.760. Cư dân của nó chủ yếu là người Hồi giáo.

## Lịch sử
Năm 1596, Al-Hirak xuất hiện trong sổ đăng ký thuế của Ottoman dưới tên Harak là Sarqi, đang ở nahiya của Bani Malik al-Asraf ở Qada của Hauran. Nó có một dân số hoàn toàn Hồi giáo bao gồm 61 hộ gia đình và 31 cử nhân. Họ đã trả mức thuế cố định 40% cho các sản phẩm nông nghiệp, bao gồm lúa mì, lúa mạch, vụ hè, dê và tổ ong, ngoài các khoản thu không thường xuyên; tổng cộng 16.000 akçe. Ngay phía tây là al Harak al-Garbi; với dân số 17 hộ gia đình và 3 cử nhân, cũng là người Hồi giáo. Họ cũng có mức thuế suất 40% đối với các sản phẩm nông nghiệp và sản xuất các sản phẩm tương tự. Tổng thuế của họ là 3.600 akçe, và một phần thu nhập đã chuyển sang waqf.
Năm 1838, nó được ghi nhận là một nơi ở phía nam Al-Shaykh Maskin, và với một dân số Hồi giáo. Harak al-Garbi gần đó, sau này được gọi là Deir es Sult, được ghi nhận là bỏ hoang.

### Nội chiến Syria
Trong cuộc nội chiến ở Syria, al-Hirak đã từng là căn cứ cho các lực lượng đối lập của Quân đội Syria Tự do (FSA). Vào ngày 6 tháng 3 năm 2012, thị trấn đã bị tàn phá nghiêm trọng trong các cuộc đụng độ giữa Quân đội Syria và FSA, một cuộc chiến được mô tả bởi Đài quan sát Nhân quyền Syria dựa trên Vương quốc Anh là "rất dữ dội". Các khu dân cư và Nhà thờ Hồi giáo Abu Bakr al-Saddiq - được coi là căn cứ quân sự cho phiến quân - được cho là trúng đạn pháo của Quân đội Syria. Trong trận chiến, FSA phục kích một tàu sân bay bọc thép của Quân đội Syria, giết chết năm binh sĩ. Một cậu bé 15 tuổi được báo cáo là đã bị giết sau khi bị bắn tỉa bởi chính phủ bắn tỉa. "Nhà thờ Hồi giáo al-Herak" được nêu tên trong danh sách của Quỹ Di sản Toàn cầu về các thiệt hại đối với di sản văn hóa Syria do các hoạt động quân sự.
Vào tháng 7 năm 2012, khoảng 4.000 cư dân sống ở khu phố phía Nam Al-Hirak đã trốn sang các thành phố lân cận ở Syria hoặc Jordan. Vào ngày 22 tháng 8 năm 2012, France 24 đã báo cáo rằng quân đội Syria đã bắt đầu một chiến dịch chống lại Al-Hirak dẫn đến một trận chiến ác liệt.    Vào ngày 24 tháng 8 năm 2012, FSA đã rút khỏi thị trấn.    Vào ngày 12 và 13 tháng 11 năm 2012, thị trấn được báo cáo có sự hiện diện của phiến quân và bị quân đội pháo kích.    Vào ngày 03 Tháng Năm năm 2013, nó đã được báo cáo rằng các cơ sở của 52 lữ đoàn cơ giới của Sư đoàn 9 đã bắn phá các khu vực của Khirbet Ghazala và Al-Hirak  Vào ngày 9 tháng 6 năm 2015, FSA bắt thứ hai căn cứ quân sự lớn nhất ở tỉnh Daraa nằm ở phía đông thị trấn. Vào ngày 28 tháng 6 năm 2018, nhiều địa điểm đã bị các lực lượng phiến quân bỏ hoang theo trình tự: Tiểu đoàn 49 Căn cứ, Alma, Al-Hirak, Tiểu đoàn 279 Căn cứ, Al-Sourah.